# Lithacodia fuscula
Lithacodia fuscula är en fjärilsart som beskrevs av Ignaz Schiffermüller 1776. Lithacodia fuscula ingår i släktet Lithacodia och familjen nattflyn. Inga underarter finns listade i Catalogue of Life.